# Благовещенск (Башкортостан)
Благове́щенск (баш. МФА: Благовещено файле) — город на реке Белой в Башкортостане. Административный центр Благовещенского района. Образует городское поселение город Благовещенск.

## Название
Происхождение названия города имеет несколько версий. Долгие годы считалось, что город так назван по имени действующей при медеплавильном заводе Церкви Благовещения Пресвятой Богородицы.
Исследования, проведённые краеведом В. Е. Мещеряковым, связывают название города с праздником Благовещения, случившимся в период закладки завода. Реально предположить, что именно в это время было зафиксировано название Благовещенский завод (в просторечье Благзавод) для завода и посёлка при нём.

## Физико-географическая характеристика
Географическое расположение
Город расположен на правом берегу реки Белой (притоке Камы), в 42 км от центра Уфы. Расстояние между границами городского округа город Уфа и городского поселения город Благовещенск Муниципального района Благовещенский район составляет менее 10 км.

## История

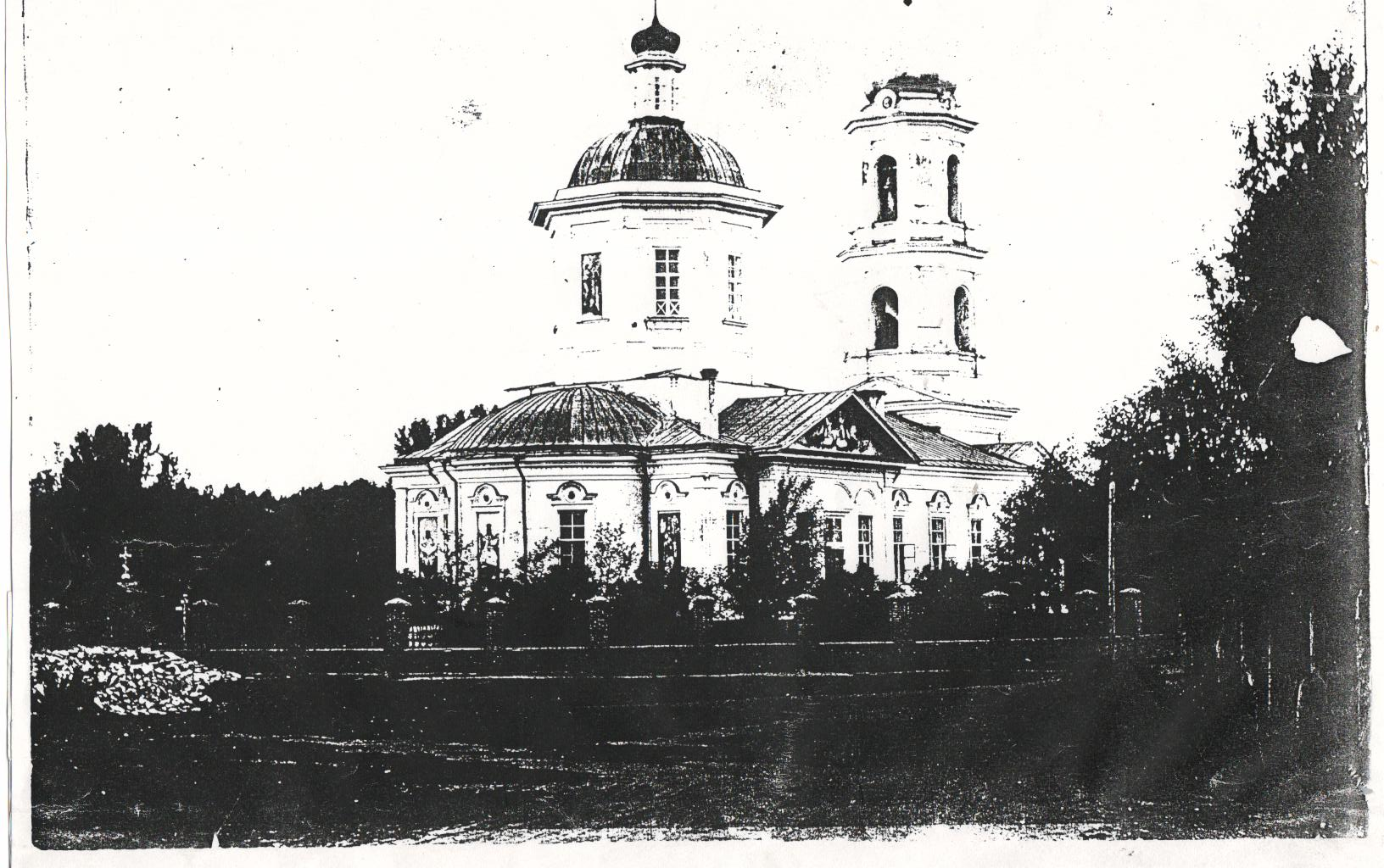
Церковь при Благовещенском заводе построена в 1783, разрушена в 1932.

История города началась с медеплавильного завода, построенного на реке Потехе (Укашле) симбирским купцом Матвеем Семёновичем Мясниковым весной 1756 года. Первыми работниками и жителями стали 109 «приписных заводских крестьян» выписанных Матвеем Мясниковым из Симбирска. В городе Благовещенск сохранилось неофициальное название — «Инза» — части города, в котором проживали симбирские крестьяне, приехав сюда с населённых пунктов по реке Инза Симбирской провинции.
При Потехинской фабрике возник посёлок, в котором проживали работники завода. Название «Благовещенский завод» связывают с открытием в 1783 году при заводе церкви Благовещения Пресвятой Богородицы. ‌Со временем развития и расширения территории возникли Николаевская ‌слобода, Дмитриевская слобода.
Благовещенск в течение 175 лет был селом, которое носило название «Благовещенский завод». Город 10 лет являлся рабочим посёлком с этим же названием.
В 1941 году Благовещенск получил статус города районного подчинения.
В 1989 году стал городом республиканского подчинения.
С 2005 года в качестве городского поселения входит в состав муниципального Благовещенского района.

## Население
| 1757    | 1794    | 1870    | 1939    | 1944    | 1945    | 1946    | 1947    | 1959    | 1970    | 1979    | 1989    |
| ------- | ------- | ------- | ------- | ------- | ------- | ------- | ------- | ------- | ------- | ------- | ------- |
| 100     | ↗1400   | ↗3600   | ↗11 700 | ↗13 900 | ↘12 000 | ↗12 400 | ↗12 700 | ↗12 876 | ↗14 801 | ↗21 127 | ↗27 705 |
| 1992    | 1996    | 1998    | 2000    | 2001    | 2002    | 2003    | 2005    | 2006    | 2007    | 2008    | 2009    |
| ↗28 200 | ↗29 800 | ↗30 300 | ↗30 500 | ↗30 600 | ↗32 989 | ↗33 000 | ↗33 300 | →33 300 | ↗33 500 | ↗33 639 | ↗33 797 |
| 2010    | 2011    | 2012    | 2013    | 2014    | 2015    | 2016    | 2017    | 2018    | 2019    | 2020    | 2021    |
| ↗34 239 | ↘34 200 | ↗34 605 | ↗34 844 | ↗34 883 | ↗35 013 | ↗35 037 | ↘34 955 | ↗35 008 | ↘34 967 | ↘34 771 | ↗35 481 |
| 2022    | 2023    | 2024    | 2025    |         |         |         |         |         |         |         |         |
| ↘34 441 | ↗35 355 | ↘35 238 | ↘34 988 |         |         |         |         |         |         |         |         |

На 1 января 2025 года по численности населения город находился на 432-м месте из 1124 городов Российской Федерации.

### Национальный состав
Согласно Всероссийской переписи населения 2010 года: русские — 62,8 %, татары — 15,5 %, башкиры — 14 %, марийцы — 4,8 %, лица других национальностей — 2,9 %.
По итогам переписи населения 2020 года проживали следующие национальности (национальности менее 0,1 % и другое см. в сноске к строке «Другие»):
| Национальность | Численность, чел. | Доля     |
| -------------- | ----------------- | -------- |
| Русские        | 21 566            | 60,78 %  |
| Башкиры        | 6008              | 16,93 %  |
| Татары         | 5489              | 15,47 %  |
| Марийцы        | 1473              | 4,15 %   |
| Армяне         | 168               | 0,47 %   |
| Чуваши         | 106               | 0,30 %   |
| Узбеки         | 89                | 0,25 %   |
| Украинцы       | 75                | 0,21 %   |
| Удмурты        | 43                | 0,12 %   |
| Другие         | 464               | 1,32 %   |
| Итого          | 35 481            | 100,00 % |

### Языковой состав
Согласно Всероссийской переписи населения 2010 года родными языками населения являлись: 
русский — 70,9 %, татарский — 12,6 %, башкирский — 10,6 %, марийский — 3,5 %.

## Образование
- В городе шесть средних школ, школа-гимназия.
- Благовещенский многопрофильный профессиональный колледж.
- Филиал Башкирского архитектурно-строительного колледжа.

## Экономика
- Благовещенский арматурный завод
- ООО «Завод „Сателлит“»
- Башкирский полиэфирный комплекс «Полиэф»
- Приуфимская ТЭЦ
- Компания «Благовещенский железобетон»(ликвидирована)
- Завод «Агидель» по производству теплоизоляционных минераловатных плит, "Квадро"
- Птицефабрика «Турбаслинский бройлер»
- Компания по производству болтов и гаек «Техностандарт»
- Фабрика по производству гофрокартона «ПерекрестокЪ» (ликвидирован)
- Завод по производству пластиковой тары ООО «Благовещенский пластик»
- Асфальтовый завод
- Предприятие «Радон»
- ЗАО «Благовещенский судостроительно-судоремонтный завод» (БССЗ), бывшая База РЭБ «Волготанкер»
- Благовещенский завод МЖБК
- ООО "Русская купоросная компания"
- ООО "Завод нефтегазовых компонентов"
- ООО "Полиплекс"
- ООО «Восточная арматурная компания»
- ООО "Арматурный завод"
- АО "Опытный завод Нефтехим"
- Склад "Озон"
- ООО «БЛАГОВЕЩЕНСКИЙ СВЕТОТЕХНИЧЕСКИЙ ЗАВОД»
- ООО "Альянс-металл"
- ООО "НПП "БИОНЕКС"
- Пекарня "Благовещенский хлеб"
- Производство замороженных полуфабрикатов ООО "Элит-С"
- Производство замороженных полуфабрикатов ООО "Благоторг"

#### Моногород
Распоряжением Правительства РФ от 29 июля 2014 года № 1398-р городу Благовещенск присвоен статус моногорода с градообразующим предприятием АО «Благовещенский арматурный завод».

#### ТОСЭР «Благовещенск»
Постановлением Правительства РФ от 12 февраля 2019 года № 127 утверждён статус территории опережающего социально-экономического развития ТОР «Благовещенск».
Постановлением Правительства РФ от 26 декабря 2020 года № 2288 расширен перечень льготируемых видов экономической деятельности на ТОСЭР «Благовещенск» с 12 до 61.
Постановлением Правительства РФ от 28 июля 2022 года № 1346 для ТОСЭР «Благовещенск» срок применения налоговых льгот продлен до 2031 года.
В 2022 году в реестр резидентов ТОСЭР «Благовещенск» включено 33 предприятия.

## Средства массовой информации
- Благовещенский информационный канал «ТВ Блик». (закрыт)
- Общественно-политическая газета «Панорама».
- Общественно-политическая газета «Новая Благовещенская газета». (закрыта)

## Религия
Православные храмы:
- Храм Благовещения Пресвятой Богородицы;
- Восстанавливается церковь Кирилла и Мефодия - памятник истории и архитектуры

Мечети:
- Мечеть Фатиха;
- Мечеть

Протестантские общины:
- Церковь Христа Спасителя христиан веры евангельской

## Памятники и мемориалы города

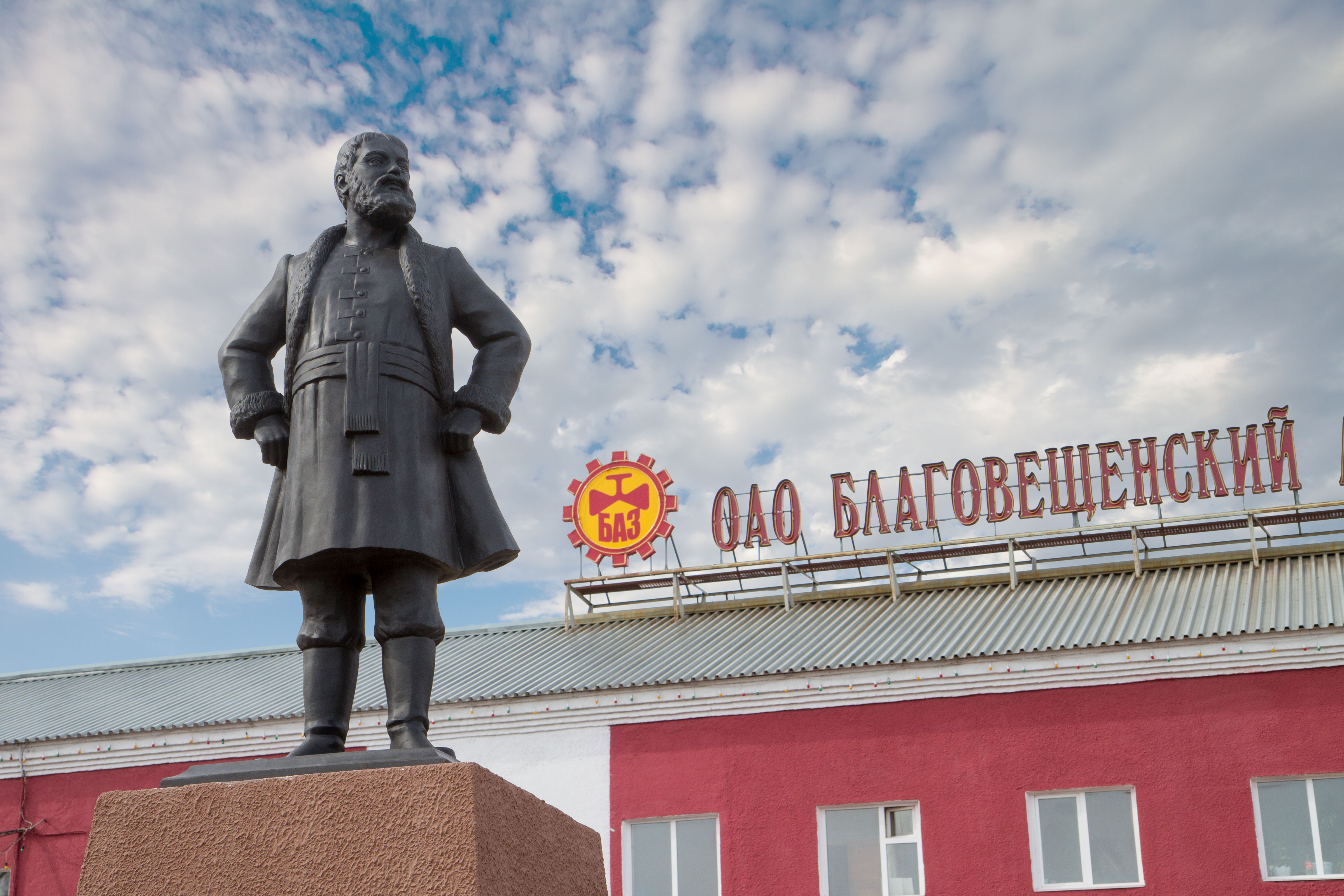
Памятник основателю завода Матвею Семёновичу Мясникову.

- Памятник основателю завода Матвею Семёновичу Мясникову.Памятник Матвею Мясникову — основателю города и первом владельцу предприятия завода (открыт 23 ноября 2011 г., чугун, Каслинский завод архитектурно-художественного литья. Создан работниками завода: начальник участка художественного литья Л. Н. Быкова, скульптор Н. В. Куликова, модельщик Суслов С. А., формовщики Сафонов О. Г. и Саменин Н. В., чеканщики Задорин Н. М. и Лукрин А. Г.)[49].
- Памятник Праведнику народов мира Николаю Яковлевичу Киселёву, расположенный близ СОШ № 5 в парке Киселёва (открыт 6 ноября 2015 г.)
- Памятник В. И. Ленину, расположенный напротив городского дома культуры.
- Бюст В. И. Ленина, расположенный на территории гимназии № 1.
- Бюст земляку Нелюбину Ивану Яковлевичу.
- Бюст Салавата Юлаева, расположенный напротив редакции газеты «Панорама» (установлен в 2005 году).
- Мемориал памяти воинам-землякам, павшим во время Великой Отечественной войны (открыт в середине 1970-х). Расположен возле Нижнего пруда.
- Мемориал памяти воинам Афганской войны (открыт в 2009 году и перенесён в 2020 году к Нижнему пруду от кинотеатра «Салют»).
- Мемориал памяти воинам-землякам, павшим во время Великой Отечественной войны. Расположен на территории Благовещенского арматурного завода (открыт в 1995 году).
- Мемориал памяти сотрудникам Благовещенского Педагогического Училища, павшим во время Великой Отечественной войны. Расположен перед историческим зданием Благовещенской учительской семинарии